# Menno David van Limburg Stirum

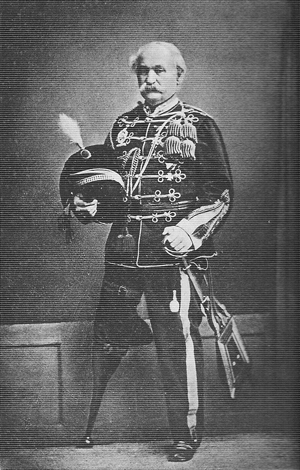
Menno David van Limburg Stirum

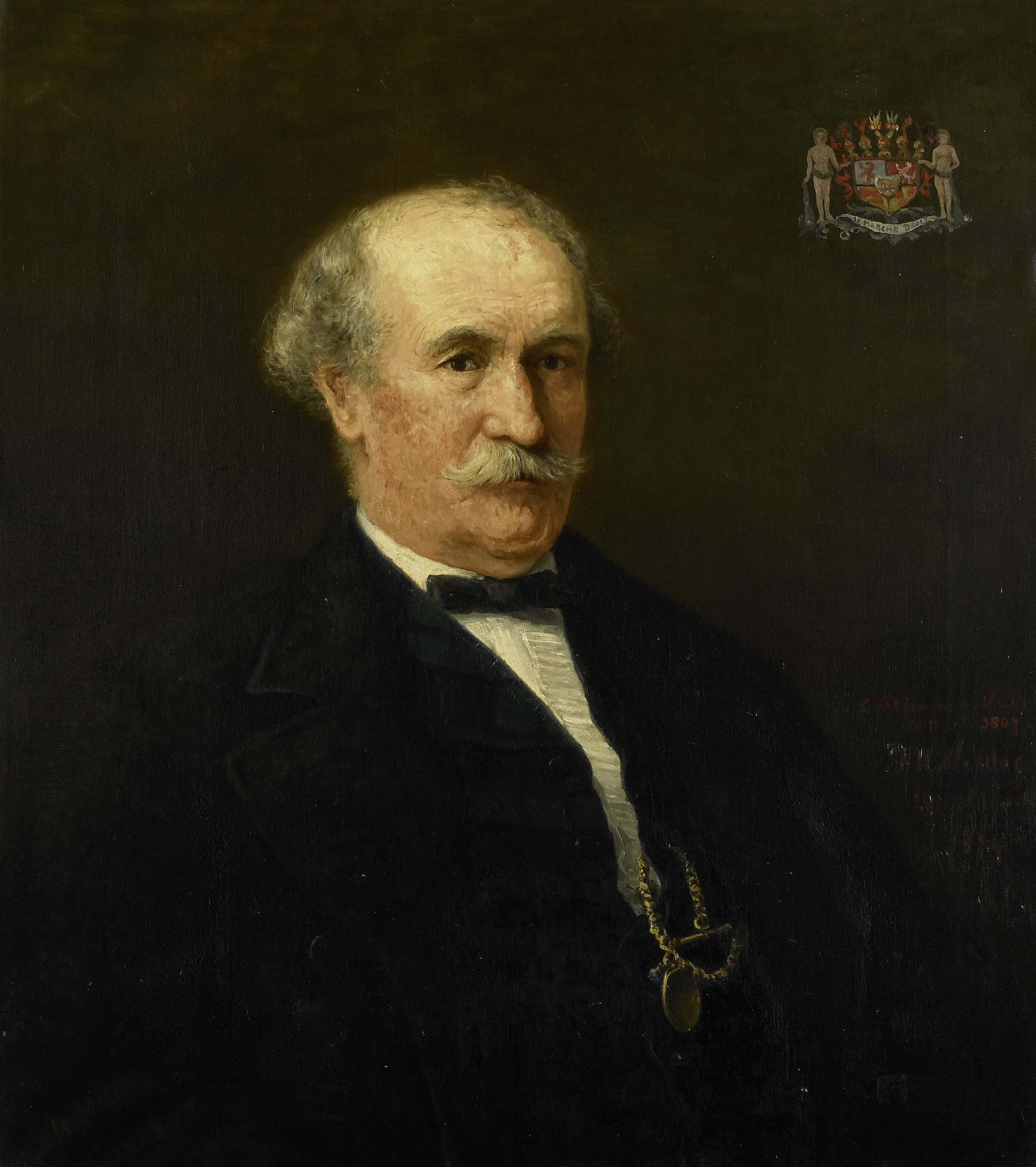
Menno David Graaf van Limburg Stirum - Hendrik Willem Mesdag, 1874

Menno David graaf van Limburg Stirum (Wexford (Ierl.), 30 november 1807 – 's-Gravenhage, 22 juli 1891) was een Nederlands luitenant-generaal en minister van Oorlog, bezitter van het Metalen Kruis, ridder in de Militaire Willems-Orde, ridder in de Orde van de Nederlandse Leeuw, Grootkruis in de Orde van de Eikenkroon en de Russische Orde van Sint-Vladimir; hij was daarnaast adjudant en kamerheer in buitengewone dienst van koning Willem III.

## Opleiding
Van Limburg Stirums vader, Frederik Willem graaf van Limburg Stirum, diende als kapitein bij het regiment Hollandse gardes te voet, tot de uitwijking van de stadhouderlijke familie naar Engeland in 1795.  Daarna nam hij deel aan het rassemblement van Osnabrück, en volgde de erfprins in 1799 van Embden naar Noord-Holland. Hij verwierf een aanstelling bij de Hollandse Brigade op het eiland Wight, die in 1802, bij de Vrede van Amiens, werd ontbonden. Frederik Willem volgde Oranje in november 1813 naar Den Haag, maar keerde telkens naar Ierland terug, totdat hij zich in 1821 voorgoed in Nederland vestigde. Zijn zoon werd op 2 oktober 1821 als cadet aangenomen op de Artillerie- en Genieschool te Delft. Op 12 maart 1825 meldde de Staatscourant zijn benoeming tot  tweede luitenant bij het corps ingenieurs, mineurs en sappeurs. Hij werd al snel bij de staf der genie overgeplaatst (11 juli 1826) en tijdens zijn verblijf te Ieperen bevorderd tot eerste luitenant (20 maart 1831). Intussen stond zijn vader, als kolonel van de Generale Staf, vervolgens als generaal-majoor, aan het hoofd van de afdeling personeel en militaire zaken van het Departement van Oorlog. 

## Loopbaan
Van Limburg Stirum verwierf in 1831 het Metalen Kruis wegens het in staat van verdediging stellen van Den Bosch. Sinds 1 mei 1832 behoorde hij tot de bezetting der Citadel van Antwerpen. Op 6 december 1832, tijdens een hevig gevecht, werd de rechtervoet van Van Limburg Stirum door een bomscherf verbrijzeld en boven de enkel afgebroken. Volgens de overlevering zei hij tegen zijn hevig ontstelde oppasser: Je moet plezier hebben, omdat je voortaan nog maar één schoen te poetsen hebt. Hij keerde naar Holland terug als invalide, maar met het kruis van Moed, Beleid en Trouw (11 januari 1833), bleef zijn militaire diensten vervullen en reed met zijn houten been te paard. Bij de uitbreiding van het wapen der genie werd hij bevorderd tot kapitein (2 mei 1842) en spoedig daarop droeg de Minister hem, om zijn wetenschappelijke kennis, het secretariaat op der commissie van inspectie over het militair onderwijs (22 november), tot hij een jaar later werkzaam werd gesteld bij het bureau Materieel der Genie aan het Departement van Oorlog, waar hij ook als majoor verbleef (19 februari 1859).  Als luitenant-kolonel (15 januari 1864) vervulde hij voorlopig, als kolonel voorgoed, de functie van inspecteur in de 2de inspectie van fortificaties te Dordrecht (15 april). Op 8 oktober 1842 was Van Limburg Stirum al benoemd tot ridder in de Orde van de Nederlandse Leeuw; Koning Willem III benoemde hem op 10 mei 1849 tot zijn adjudant en later, op 16 juni 1857, ook tot kamerheer in buitengewone dienst. Van Limburg Stirum werd op 9 mei 1868 overgeplaatst naar Den Bosch, enige maanden daarvoor (4 november 1867) was hij door de minister van Oorlog voorgedragen voor de generaalsrang. Nauwelijks was de Frans-Duitse Oorlog begonnen of aan Van Limburg Stirum werd de verdediging opgedragen van de Nieuwe Hollandse Waterlinie (16 juli 1870). In het begin van 1871 werd hij weer op non-activiteit gesteld, maar in februari al benoemd als voorzitter van een commissie tot bestudering van het beleg en de verdediging van Parijs. Van Limburg Stirum trad als redenaar bij het graf van kolonel Von Gumoëns op op 16 juni 1857 ter gelegenheid van de 25-jarige herdenking van het bombardement van Antwerpen en werd daarom gevraagd de overblijfselen van de te Antwerpen en op de citadel gesneuvelde militairen naar het kerkhof te Ginneken over te brengen. Op 30 november 1874 had aldaar, nabij het graf van Chassé, de onthulling van het monument plaats, begeleid door een toespraak van Van Limburg Stirum. 

### Dienstvervanging
Jan Heemskerk Azn. Limburg Stirum was van 6 juli 1872 tot 15 september 1873 minister van Oorlog in het tweede Ministerie Geertsema. Aan ingelijfden bij de militie opende hij de gelegenheid om voor twee jaar te worden gedetacheerd bij de landmacht in Nederlands-Indië. Bij zijn ontwerp-vestingwet stond hij een nog meer geconcentreerd stelsel voor dan zijn voorgangers Van Mulken, Engelvaart en Delprat. Met name streefde hij naar een verbetering van het gehalte der levende strijdkrachten. Van Limburg Stirum achtte het Nederlandse volksbestaan alleen verzekerd wanneer het leger uit alle standen van de samenleving, zonder uitzondering, werd samengesteld.  Afschaffing der dienstvervanging beschouwde hij als het uitgangspunt voor legerhervorming; hij schreef op 12 juni 1875 in zijn vlugschrift het zogenaamd breken met partijverleden in militaire zaken zijn voorstel tot de oprichting van de Anti-Dienstvervangingsbond;  sinds die tijd was hij eerste voorzitter daarvan, en pas op 20 november 1883 zag hij zich genoodzaakt dit voorzitterschap over te geven aan generaal Norman Mac Leod. Veertien dagen voor zijn dood bracht hij nog hulde aan Minister de Savornin Lohman, wiens zoon als milicien persoonlijk zijn dienstplicht vervulde. In nummer 144 van zijn Bondsschriften erkende Van Limburg Stirum de onmisbaarheid van de algemene dienstplicht: men staat er verbaasd van, hoe er nog Ministers van Oorlog te vinden zijn, die stokstijf beweren, dat terwijl wij niets minder dan al onze kracht hoog nodig hebben, wij achter zouden mogen houden, wat voor de ontwikkeling van ons weerstandsvermogen van minstens tienmaal zoveel belang is, als al het andere te samen. De Antidienstvervangingsbond werd in 1898, dan onder voorzitterschap van kolonel Van Zuylen, opgeheven, terwijl laatst genoemde een in memoriam voor de Bond schreef, waarin een geschiedenis van de Bond geschetst werd en in het bijzonder de stichter werd gehuldigd.
Onder het opschrift the world is but one attorney schreef hij een satire op een bepaalde medicus, die trachtte zenuwlijders met misdadige bedoelingen naar het gekkenhuis te zenden. Daarnaast schreef hij nog andere filantropische opstellen. Lang na zijn pensionering werd Van Limburg Stirum bevorderd tot luitenant-generaal (24 november 1882). Hij bezat verder het Grootkruis in de Orde van de Eikenkroon, het Onderscheidingsteken voor Langdurige Dienst als officier en de Russische Orde van St. Wladimir vierde klasse. Een van zijn beste vrienden was de Belgische vestingbouwer Brialmont; Brialmont en Van Limburg Stirum leidden elkaar rond in de door hen ontworpen en uitgevoerde werken te Antwerpen en in de Stelling van Utrecht. Na de dood van Van Limburg Stirum schreef Brialmont: de ce vieil ami, de ce noble coeur, de ce vaillant soldat, de cet ardent patriote, qui a consacré toute sa vie à sa patrie.